# Ilex cuthbertii
Ilex cuthbertii är en järneksväxtart som beskrevs av John Kunkel Small. Ilex cuthbertii ingår i släktet järnekar, och familjen järneksväxter. Inga underarter finns listade i Catalogue of Life.